# Omurtag
Omurtag (bułg. Омуртаг, zm. 831) – chan bułgarski w latach 815–831, syn i następca Kruma.

## Początek panowania
Po nagłej śmierci chana Kruma 13 kwietnia 814 roku, jako jedyny pretendent do tronu pozostał młody i niedoświadczony syn Kruma, Omurtag. Pomiędzy bojarami bułgarskimi wybuchły walki o władzę. Przejściowo władzę w państwie przejęli Dukum, a po nim Dicewg. Wśród historyków nie ma zgody co do okresu i charakteru sprawowanej przez nich władzy. G. Ostrogorski i D. Lang przyjmują, że w 814, a najdalej pod koniec 815 roku, Omurtag zdobył pełnię władzy w państwie. Według T. Wasilewskiego nastąpiło to dopiero w 819 roku. Ponieważ niewiele wiadomo o przebiegu walk oprócz historyków uznających w Dukumie i Dicewgu samodzielnych władców, nie brak autorów marginalizujących ich znaczenie i uznających w nich jedynie regentów w okresie niepełnoletności Omurtaga.

## Polityka zagraniczna
Omurtag kontynuował początkowo ofensywną politykę ojca. Jego armia poniosła jednak klęskę. Chan zawarł więc z Bizancjum w 815 roku trzydziestoletni pokój, który zagwarantował Bułgarii okres spokojnego rozwoju. Na jego mocy
- do Bułgarii została przyłączona północna Tracja,
- granica została wytyczona od nadmorskiego Deweltu (w pobliżu Burgas) na wschodzie do Makroliwady (obecnie Uzundżowo), a dalej skręcała ku północy i dochodziła do Starej Płaniny.
- układ przewidywał również powrót ludności do miejsc osiedlenia sprzed wojny i wymianę jeńców[1].

W 821 roku w Bizancjum zbuntował się, przeciwko wyniesionemu w wyniku zamachu stanu nowemu cesarzowi Michałowi II, jego najbliższy współpracownik Tomasz Słowianin. Zapewniwszy sobie poparcie Arabów zdołał zgromadzić na wschodnim pograniczu Cesarstwa znaczną grupę zwolenników. Powstanie objęło w krótkim czasie większą część Azji Mniejszej i zostało poparte przez Słowian ze Sklawinii trackich i macedońskich. W grudniu 821 roku powstańcy oblegli  Konstantynopol. Atak źle zorganizowanych mas ludowych na stolicę Cesarstwa załamał się pod jej murami. Przedsiębiorczy Tomasz Słowianin mógł jednak z powodzeniem próbować utworzyć, w oparciu o zamieszkujących Cesarstwo Słowian, silny organizm polityczny pod bokiem Bułgarii. Wiosną 823 roku Omurtag, jako sojusznik cesarza Michała II, rozbił wycofujące się spod Konstantynopola oddziały powstańcze, likwidując tę groźną dla siebie możliwość.

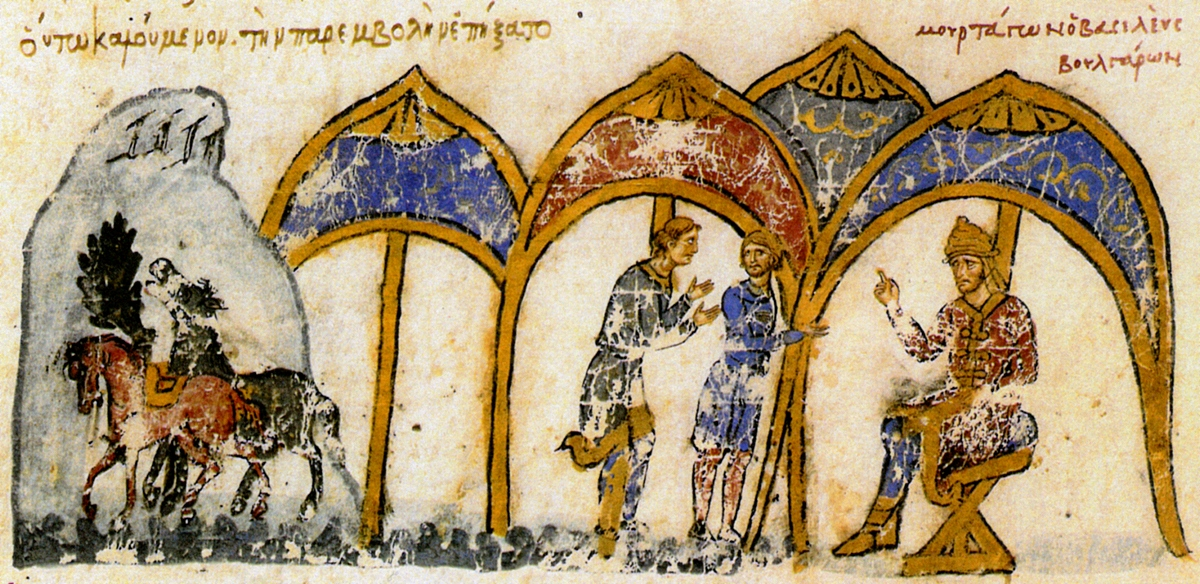
Omurtag wysyła poselstwo do Bizancjum.

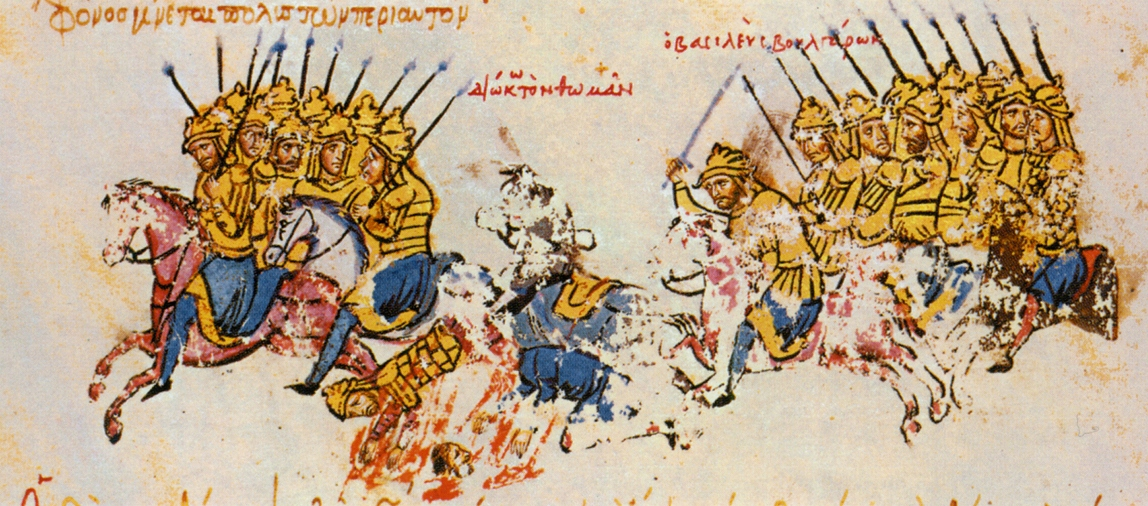
Omurtag w pościgu za Tomaszem Słowianinem

Pokój z Bizancjum umożliwił Omurtagowi zwrócenie się w kierunku zachodnim. W 818 roku plemiona słowiańskie mieszkające na zachód od Bułgarii: Timoczanie nad Timokiem, Braniczewcy nad dolną Morawą i Obodryci naddunajscy zbuntowały się przeciw zwierzchnictwu bułgarskiemu i zwróciły się do cesarza rzymskiego Ludwika Pobożnego o protekcję. Dopóki sytuacja w Bizancjum była niepewna, chan musiał znosić tą niesubordynację. Po stłumieniu powstania Tomasza Słowianina, w dwóch wyprawach przeciw Frankom w 827 i 829 roku Omurtag podbił ziemie Timoczan i Braniczewców aż po rzekę Kolubarę i włączył je do swojego państwa. W granicach Bułgarii znalazł się wówczas Belgrad, nazywany Belgradem bułgarskim, i przejściowo Sirmium.

## Omurtag Budowniczy
Omurtag wykorzystał czas pokoju na intensywne prace budowlane. Wzniósł w Plisce nowy pałac, w miejsce starego spalonego przez cesarza Nicefora. Gród wewnętrzny został opasany kamiennymi murami. Dwupiętrowy pałac z kamienia, z wielką salą tronową (52 x 26,5 m), otoczono kamiennym chodnikiem. Wzdłuż bulwarów prowadzących do pałacu Omurtag nakazał ustawić rząd posągów i kamiennych kolumn zrabowanych przez ojca w cesarskich willach. Obok pałacu stanęły inne gmachy publiczne i kultowe. Na południowy zachód od Pliski założył w 821 roku miasto, przyszłą stolicę kraju, Presław Wielki. W 822 roku nad rzeką Ticzą, niedaleko Szumenu wystawił Auł Omurtaga: ceglany czworobok ze stajniami dla koni i kwaterami dla jeźdźców oraz pałac ozdobiony czterema kolumnami, na których stały dwa rzeźbione lwy. Trzeci auł chan zbudował nad Dunajem w Transmariscus. Warowny zamek miał strzec Pliski od północy, a w połowie drogi między nim a Pliską chan wzniósł dla siebie kurhan. Wreszcie wzdłuż linii granicznej z Bizancjum nakazał usypać wielki okop graniczny.

## Prześladowania chrześcijan

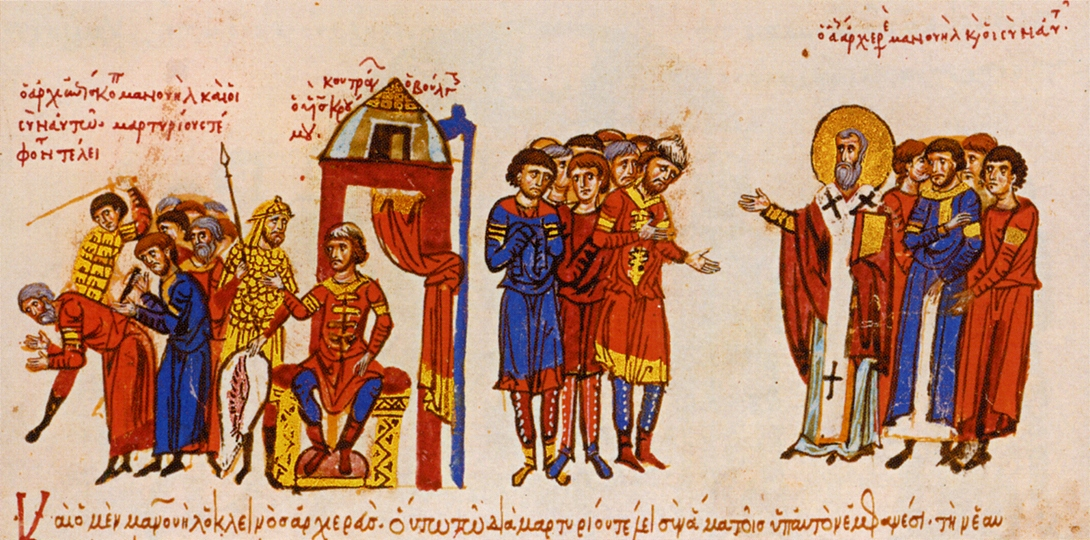
Omurtag zarządza prześladowanie chrześcijan

Panowanie Omurtaga było okresem ideologicznego i religijnego przesilenia i fermentu. Szamani protobułgarscy połączyli swe siły z kapłanami słowiańskimi boga Peruna przeciw rosnącym wpływom chrześcijaństwa, zarówno wewnątrz kraju, gdzie chrześcijaństwo rozwijało się szerzone przez jeńców greckich, jak i przeciw wpływom zewnętrznym idącym z sąsiednich państw chrześcijańskich: bizantyńskiego i frankońskiego. Omurtag miał, jak się wydaje, świadomość prestiżu jakiego chrześcijaństwo użycza cesarzom bizantyńskim i następcom Karola Wielkiego. Przyjął nawet grecki tytuł Archonta, to jest władcy z łaski boga, choć niewątpliwie szło mu nie o Boga chrześcijan, lecz o najwyższe bóstwo pogańskie – Tangrę lub Peruna. Zdecydowany był jednak zwalczać chrześcijan w swoim państwie. W Konstantynopolu corocznie wspominano w dniu 22 stycznia pamięć 381 męczenników bułgarskich z czasów panowania chana Omurtaga, wśród których było 4 biskupów, w tym arcybiskup Adrianopola Manuel i 377 innych osób. Współczesny tym wydarzeniom tekst śpiewanego nabożeństwa na cześć męczenników bułgarskich, najprawdopodobniej autorstwa Józefa ze Studios, wskazuje, że pochodzili oni z różnych grup etnicznych i społecznych. Ofiarą antychrześcijańskiej polityki Omurtaga miał też paść najstarszy syn Omurtaga i następca tronu, Nrawota, Ze względu na swe skłonności chrześcijańskie został przez ojca pozbawiony prawa do władzy na korzyść brata, Małamira.

## Inskrypcje
Za czasów Omurtaga powstało wiele inskrypcji protobułgarskich, spośród których jedną z ważniejszych jest tzw. inskrypcja czatałarska, znajdująca się na kolumnie u bramy aułu Omurtaga w pobliżu dzisiejszej wioski Car Krum:
 Chan Najwyższy (Kana sübigi) Omurtag jest z woli Boga władcą na ziemi, gdzie się urodził. Przebywając w obozie Pliska zbudował pałac nad Ticzą i przerzucił swe wojsko przeciwko Grekom i Słowianom. Wraz z pałacem zbudował kosztownie most na Ticzy i wzniósł w tymże pałacu cztery kolumny, a na kolumnach postawił dwa lwy. Niech Bóg zezwoli władcy z woli bożej deptać swymi stopami imperatora i stojąc na czele licznego ludu bułgarskiego podporządkować sobie wrogów, dopóki płyną wody Ticzy, oraz żyć w radości i weselu sto lat.
Na granitowej kolumnie, wmurowanej obecnie w cerkwi Czterdziestu Męczenników w Wielkim Tyrnowie pozostała inna inskrypcja z czasów chana Omurtaga o głęboko mądrościowym charakterze:
 ...wyryłem ten napis. Człowiek nawet jeśli dobrze żyje, umiera, a po nim rodzi się inny. Niechaj ten, kto urodzi się później, czytając ten napis wspomni tego, który go wyrył. A imię władcy jest Omurtag, Chan Najwyższy (Kana sübigi). Niech Bóg zezwoli, aby żył lat sto.
Omurtagowi nie było sądzone żyć sto lat. Umarł stosunkowo młodo, po zaledwie szesnastu latach panowania, w 831 roku. Według T. Wasilewskiego panował do 829 roku.

## Rodzina
Omurtag miał trzech synów:
- Woina-Nrawotę – zamordowanego ok. 833 roku z rozkazu najmłodszego brata Małamira[12].
- Presjana-Zwinicę – chana Bułgarii w latach 836–852[13]
- i Małamira – chana Bułgarii w latach 831–836[14]